# Ladies' Golf Union
De Ladies' Golf Union (LGU) is een golfbond in het Verenigd Koninkrijk en Ierland voor vrouwelijke golfprofessionals en -amateurs. Het hoofdkantoor bevindt zich in de Schotse stad St Andrews, Fife.

## Geschiedenis
De Ladies' Golf Union (LGU) werd opgericht in 1893 en richtte meteen met het "Ladies' British Amateur Championship" een golftoernooi op. De eerste editie vond plaats op de Royal Lytham & St Annes Golf Club en werd gewonnen door Margaret Scott die Issette Pearson versloeg met 7&6. Het was toen een matchplay-toernooi.
In 1895 organiseerde de LGU voor het eerst een "Home International Match" tussen Engeland en Ierland. Engeland won toen het toernooi dat plaatsvond op de Royal Portrush Golf Club.
In 1931 vond de eerste editie van de "Vagliano Trophy" plaats. De Britse golfsters speelden toen tegen Frankrijk (nu een team met Europese golfsters).
In 1932 vond de eerste editie van de "Curtis Cup" plaats. De Britten speelden toen tegen de Verenigde Staten op de Wentworth Club.
In 1938 richtte de LGU met "The Women Golfers' Museum" een eigen museum op die plaatsvindt in Schotland.
In 1949 vond de eerste editie van het "Girls' British Open Amateur Championship" plaats op de Beaconsfield Golf Club.
In 1969 vond de eerste editie van het "British Open Amateur Stroke Play Championship" plaats op de Northumberland Golf Club.
In 1976 vond de eerste editie van het "Women's British Open" plaats op de Fulford Golf Club en werd gewonnen door de Engelse Jenny Lee Smith.
In 1981 vond de eerste editie plaats van het "Seniors Ladies' British Open Amateur Championship" plaats op de Formby Ladies' Golf Club.
In 2003 vond de eerste editie plaats van de "Senior International Matches" plaats op de Whittington Heath Golf Club.

## Toernooien
De LGU organiseert de volgende toernooien:
- Women's British Open
- Ladies' British Amateur Championship
- Girls British Open Amateur Championship
- Senior Ladies’ British Open Amateur Championship
- Home International Match
- Senior Home International Match
- Curtis Cup
- Vagliano Trophy